# Parhomaloptera microstoma
Parhomaloptera microstoma es una especie de peces de la familia Balitoridae en el orden de los Cypriniformes.

## Morfología
• Los machos pueden llegar alcanzar los 8,8 cm de longitud total.

## Distribución geográfica
Se encuentran en Asia: Borneo.

## Hábitat
Es un pez de agua dulce y de clima tropical.

## Sinonimia
La denominación original de esta especie fue Homaloptera microstoma y se debió a Boulenger (Blgr.). Posteriormente Vaillant estableció el género Parhomaloptera ("Notes Leyden Museum" XXIV, 1902, página 129) diferenciándolo de Homaloptera. Esta especie pertenecía al nuevo género, de modo que, mediante la combinación del género establecido por Vaillant y el nombre específico de Boulenger, se creó su denominación aceptada actual.  Otras denominaciones sinónimas de Parhomaloptera microstoma son:
- Homaloptera microstoma, Boulenger, en "Annual and Magazine of Natural History" (7) IV, 1899, página 228.
- Parhomaloptera obscura, Vaillant, en "Notes Leyden Museum" XXIV, 1902, página 130; y también Popta, en "Notes Leyden Museum" XXVII, 1906, página 187[3]